# 小島周二
小島 周二（こじま しゅうじ、1948年(昭和23年)10月28日 - ）は、日本の放射線生物学者。薬学博士（東北大学、1981年）。東京理科大学薬学部元教授。放射線被ばく後の適応応答に関する研究で知られる。

## 主な業績
低線量の放射線を被ばくしたマウスにおいて、抗酸化物質グルタチオンの血中濃度とナチュラルキラー活性が上昇することを見出した。また、放射線誘発バイスタンダー効果において、アデノシン三リン酸（ATP）が細胞間シグナル伝達に関与する可能性を示した。
その他、がん関連抗体を用いたがんの放射免疫学的診断・治療の分野等でも業績を残している。

## 略歴
神奈川県横浜市出身。1973年東京理科大学薬学部卒業、1975年千葉大学大学院薬学研究科修士課程修了。帝京大学薬学部講師、東京理科大学生命科学研究所助教授などを経て、2001年東京理科大学薬学部教授。1999年科学技術庁長官賞（科学技術庁）受賞。
大学等放射線施設協議会の理事、放射線計測協会の理事、日本アイソトープ協会の学術諮問委員、Isotope News誌編集委員長などを歴任した。

## 著書
- 『新放射化学・放射性医薬品学』、南江堂、2003年
- 『アイソトープ・放射線利用入門 』、日本アイソトープ協会、2006年

## 脚註
1. ↑  Radiorespirometryに関する基礎的研究-14C標識glucoseを基質としたRadiorespitrometric patternと肝障害-
2. ↑  国立国会図書館. “博士論文『Radiorespirometryに関する基礎的研究 : 14C標識glucoseを基質としたRadiorespirometric patternと肝障害』”. 2023年4月7日閲覧。
3. ↑  Shuji Kojima, Hirokazu Ishida, Mareyuki Takahashi, and Kiyonori Yamaoka (2002) Elevation of Glutathione Induced by Low-Dose Gamma Rays and its Involvement in Increased Natural Killer Activity. Radiation Research: March 2002, Vol. 157, No. 3, pp. 275-280.
4. ↑  Mitsutoshi Tsukimoto, Takujiro Homma, Yasuhiro Ohshima, and Shuji Kojima (2010) Involvement of Purinergic Signaling in Cellular Response to γ Radiation. Radiation Research: March 2010, Vol. 173, No. 3, pp. 298-309.
5. 1 2  Shuji Kojima (2014) Effect of Ionizing Radiation on the Living Body. YAKUGAKU ZASSHI, Vol. 134, No. 2, pp. 155-161.（日本語）
6. 1 2 3  小島　周二 | 教員プロフィール | 東京理科大学